# Percarbonato de sodio
Percarbonato de sodio es una sustancia química con fórmula Na
2H
3CO
6. Es un aducto del carbonato de sodio ("ceniza de soda" o "detergente") y peróxido de hidrógeno (que es un perhidrato) cuya fórmula se escribe más correctamente como 2 Na
2CO
3 · 3 H
2O
2. Es un sólido incoloro, cristalino, higroscópico y soluble en agua.  A veces se abrevia como SPC (en inglés). Contiene 32.5% en peso de peróxido de hidrógeno.
El producto se usa en algunos blanqueadores ecológicos y otros productos de limpieza, y como fuente de laboratorio de peróxido de hidrógeno anhidro.

## Historia
El percarbonato de sodio se preparó por primera vez en 1899 por el químico del imperio ruso Sebastian Moiseevich Tanatar (en ruso: Севастьян Моисеевич Танатар) (7 de octubre de 1849, Odesa - 30 de noviembre de 1917, Odesa).

## Estructura
A temperatura ambiente, el percarbonato de sodio sólido tiene la estructura cristalina ortorrómbica, con el grupo espacial cristalográfico Cmca. La estructura cambia a Pbca a medida que los cristales se enfrían por debajo de aproximadamente -30 °C.

## Química
Disuelto en agua, el percarbonato de sodio produce una mezcla de peróxido de hidrógeno (que eventualmente se descompone en agua y oxígeno), cationes de sodio Na +
 y carbonato CO2−
3.
{\displaystyle {\ce {2Na2CO3*3H2O2 -> 3H2O2 + 4Na+ + 2CO3^2-}}}
{\displaystyle {\ce {2H2O2 -> 2H2O + O2}}}

## Producción
El percarbonato de sodio se produce industrialmente mediante la cristalización de una solución de carbonato de sodio y peróxido de hidrógeno, con un control adecuado del pH y las concentraciones.  Este también es un método de laboratorio conveniente.
Alternativamente, el carbonato de sodio seco se puede tratar directamente con una solución concentrada de peróxido de hidrógeno.
La capacidad de producción mundial de este compuesto se estimó en varios cientos de miles de toneladas para 2004.

## Usos
Como agente oxidante, el percarbonato de sodio es un ingrediente en una serie de productos de limpieza para el hogar y la ropa, incluidos los productos de blanqueador sin cloro como Oxyper, OxiClean, Tide detergente para ropa y Vanish.
Muchos productos comerciales mezclan un porcentaje de percarbonato de sodio con carbonato de sodio. El porcentaje promedio de un producto "Oxy" en el supermercado es 65% de percarbonato de sodio y 35% de carbonato de sodio. Los "ultra refuerzos" que se ven en los infomerciales pueden contener hasta un 80% de percarbonato de sodio. Sin embargo, el percarbonato de sodio es menos costoso en su forma pura y se puede ajustar a cualquier porcentaje que el usuario desee.
El percarbonato de sodio puede usarse en síntesis orgánica como una fuente conveniente de H₂O₂ anhidro, en particular en solventes que no pueden disolver el carbonato pero que pueden extraer el H2O2 de él. Un método para generar ácido trifluoroperacético in situ para su uso en oxidaciones de Baeyer-Villiger se ha informado de percarbonato de sodio y anhídrido trifluoroacético; proporciona un enfoque conveniente y económico para este reactivo sin la necesidad de obtener peróxido de hidrógeno altamente concentrado.